# Коржиха (Карловский район)
Коржиха (укр. Коржиха) — село,
Ланновский сельский совет,
Карловский район,
Полтавская область,
Украина.
Код КОАТУУ — 5321682502. Население по переписи 2001 года составляло 360 человек.

## Географическое положение
Село Коржиха находится в 2-х км от левого берега реки Песчанка в балке Коржиха по которой протекает пересыхающий ручей с запрудами.
Рядом проходит железная дорога, станция Коржиха в 1,5 км.

## Происхождение названия
На территории Украины 2 населённых пункта с названием Коржиха.

## Объекты социальной сферы
- Клуб.
- Фельдшерско-акушерский пункт.